# Хьюберт, Конрад
Конрад Хьюберт (англ. Conrad Hubert, настоящее имя Акиба Горовиц; 15 апреля 1855 — 14 марта 1928) — российско- американский изобретатель.

## Биография
Родился 15 апреля 1855 года в Минске в еврейской семье, занимавшейся дистилляцией и виноделием.
Учился в минской еврейской школе. В 1868 году отправился в Берлин для изучения процесса дистилляции. Обучаясь в течение шести лет в профессиональном училище, одновременно работал для оплаты обучения и проживания. В 1874 году Конрад вернулся в Минск и стал помощником в отцовском бизнесе. В последующие 15 лет они поставляли свою продукцию во многие города России, заработав отличную репутацию.
В 35-летнем возрасте Конрад решил переехать в Соединенные Штаты. Продав свои активы, пароходом отправился в Америку. В 1891 году он прибыл на остров Эллис, расположенный в устье реки Гудзон, бывший в то время самым крупным пунктом приема иммигрантов в США, не имея никаких знакомых или родственников.

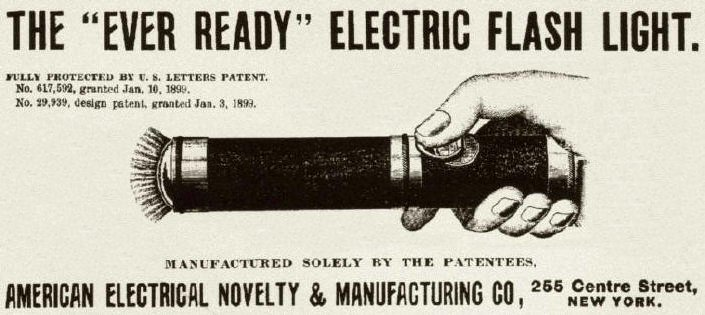
Первый фонарик компании Ever Ready

Первым делом он сменил своё родное имя Акиба Горовиц на Конрад Хьюберт. Не имея возможности заняться виноделием, Хьюберт решил начать свой бизнес с создания сигарного магазина в Нью-Йорке. В течение следующих лет он пробовал заняться ресторанным бизнесом, создавал пансионат, ювелирный магазин. Затем он остановился на магазине, продающем технические новинки, впоследствии ставшим компанией American Electrical Novelty and Manufacturing Company. Вскоре он переименовал её в Ever Ready Company, известную сегодня как Energizer. В 1898 году его предприятие выпустило батарейку типоразмера D, на основе которой был создан первый в мире фонарик, придуманный Давидом Майселлем. Майселль продал патент (US patent #737107) на свое изобретение Конраду Хьюберту.
Первые фонарики светили слабо и недолго, поэтому сначала использовались только как источник света при вспышке. Из-за этого особой популярностью они не пользовались. Хьюберт и Майсселль вместе продолжили работу над усовершенствованием фонарика. Затем Конрад Хьюберт пошёл на рекламный ход, распространив фонарики среди нью-йоркских полицейских. После этого изобретение получило небывалую популярность сначала в США, а потом и в Европе.
Хьюберт продолжал улучшать выпускающиеся фонарики за счет модернизации батарейки. В 1905 году он занялся производством батарей для питания домашних телефонов, вскоре став миллионером. В 1914 году он продал часть своего бизнеса Национальной углеродной компании, сохранив в ней должность президента. Затем Хьюберт купил контрольный пакет акций предприятия Yale Electric Corporation, производившей аккумуляторные батареи для автомобилей и позже для радиоприёмников, до своей смерти оставаясь её председателем совета директоров. Занимался общественной деятельностью — был членом Торгово-промышленной палаты Нью-Йорка. Имел собственный дом в Нью-Йорке и дом в Лейк-Уэльсе, штат Флорида.
Умер Конрад Хьюберт 14 марта 1928 года во Франции, в городе Канны, пережив двоих своих братьев и сестру.